# Grove, Buckinghamshire
Grove är en by i civil parish Slapton, i kommunen Buckinghamshire, i England. Byn är belägen 13 km från Aylesbury. Grove var en civil parish fram till 1982 när blev den en del av Slapton. Civil parish hade 12 invånare år 1961. Byn nämndes i Domedagsboken (Domesday Book) år 1086, och kallades då Langraue.